# کافی‌ویل (کانزاس)
کافی‌ویل (به انگلیسی: Coffeyville) شهری در ایالت کانزاس کشور ایالات متحده آمریکا است که جمعیت آن در سرشماری سال ۲۰۱۰ میلادی، ۱۰٬۲۹۵ نفر بوده‌است.